# Triángulo submentoniano
El triángulo submentoniano (o triángulo suprahioideo) es una división del triángulo anterior del cuello.

## Límites
Esta limitado:
- Posterior (en la parte posterior) por el vientre anterior del digástrico,
- Anterior (al frente) por la línea media del cuello entre la mandíbula y el hueso hioides;
- Inferior (abajo) por el cuerpo del hueso hioides mientras que su suelo está formado por el milohioideo.

## Contenido
Contiene uno o dos ganglios linfáticos, los ganglios linfáticos submentonianos y algunas pequeñas venas; estas últimas se unen para formar la vena yugular anterior.

## Imágenes adicionales

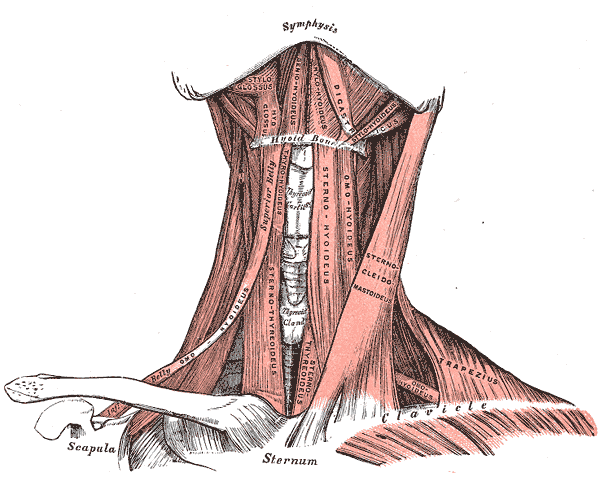
Los músculos del cuello. Vista anterior.
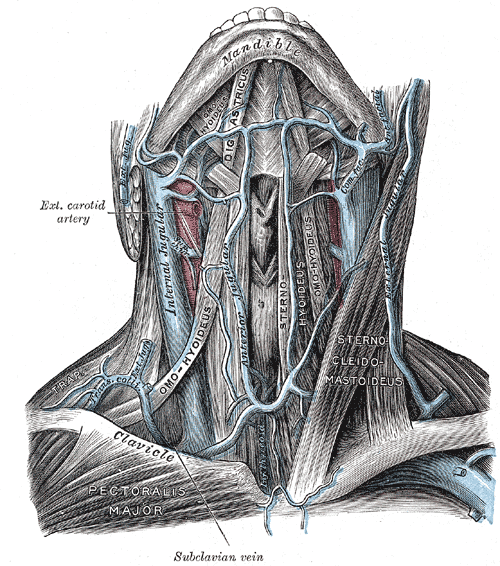
Las venas del cuello, visto frontal.
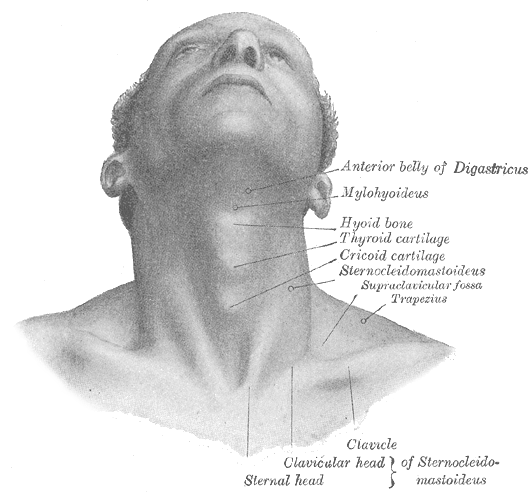
Vista frontal del cuello.
Los triángulos del cuello.